# Henricia dyscrita
Henricia dyscrita är en sjöstjärneart som beskrevs av Fisher 1911. Henricia dyscrita ingår i släktet Henricia och familjen krullsjöstjärnor. Inga underarter finns listade i Catalogue of Life.